# Aramón
Aramón es una sociedad anónima participada a partes iguales por el Gobierno de Aragón e Ibercaja, que gestiona la mayoría de las estaciones de esquí de esta comunidad autónoma. Aramón es el primer grupo empresarial español de turismo de nieve y montaña. El grupo gestiona cinco estaciones: Cerler, Panticosa y Formigal en el Pirineo, y Javalambre y Valdelinares, en el Sistema Ibérico turolense.
Constituido en 2002, el Grupo Aramón nació con el objetivo de impulsar el desarrollo económico y social de las comarcas en las que opera, mediante la creación de una oferta de turismo de esquí y montaña moderna e innovadora. Sobre una estrategia de desarrollo a largo plazo, el Grupo Aramón emprendió un plan de inversiones para la mejora y ampliación de sus estaciones con el propósito de desarrollar en las montañas de Aragón un destino turístico de alta calidad, que pudiera convertirse en referente del mercado español.
El plan de inversiones se concretó con una cifra de 150 millones de euros desde los orígenes del Grupo, la mayor inversión realizada en el sector de esquí en el mercado español.
Aramón es el primer grupo empresarial español de turismo de nieve y montaña. Integra la mayor superficie esquiable de España y su cifra de esquiadores y visitantes le sitúa como líder del sector con más de un 20% de cuota de mercado.
En la temporada 2010-2011 las estaciones del grupo recibieron cerca de 1.200.000 esquiadores en sus estaciones.[cita requerida]
La actividad de la empresa incluye el esquí y otros deportes de montaña como descenso en mountain bike, senderismo por las estaciones con la apertura de remontes y otras actividades de ocio.
Durante sus tres primeros años de actividad, Aramón Bike generó una riqueza de más de 1.600.000 euros en los valles donde está presente, así como más de 12.000 pernoctaciones en los 45 hoteles con los que colabora.[cita requerida]
En 2005 se creó la agencia Viajes Aragón Esquí.[cita requerida]